# Kolimátor (zaměřovač)

Kolimátor na zbrani

Kolimátor, neboli také reflexní zaměřovač, je v oblasti zbraňové techniky optické zařízení, které se upevňuje ke zbrani jako alternativa k otevřeným mechanickým mířidlům nebo i místo nich a usnadňuje zamíření především tím, že řeší problém se střídavým zaostřováním na mířidla a cíl. Za vynálezce kolimátoru je považován irský vědec Howard Grubb.

## Funkční princip
Kolimátory (obzvláště uzavřené) se vzhledově mohou podobat puškohledům, funkční princip je ale odlišný. Puškohledy jsou tvořeny soustavou čoček, kterými se promítá obraz, přičemž záměrný obrazec je vložen do jednoho z ohnisek soustavy. Oproti tomu kolimátor je tvořen jen jedinou čočkou (či zrcadlem), zdrojem světla a obvykle polopropustným sklíčkem. Čočka přitom slouží pouze pro kolimaci světelného zdroje a obraz přes ni neprochází.
Kolimací se rozumí optická transformace různoběžných světelných paprsků zdroje na rovnoběžné, tedy na paprsky s ohniskem teoreticky v nekonečnu. Pokud se záměrný obrazec tvořený kolimovanými paprsky promítne na polopropustné odrazivé sklíčko, obrazec se odtud odrazí do oka a dojde k jeho zakomponování do obrazu. Tento záměrný obrazec má rovinu ostrosti v nekonečnu, tedy za všemi ostatními objekty v zorném poli, ale protože lidské oko ostří na nekonečno už od zhruba 10 m, obrazy splývají do jednoho se zdánlivě stejnou hloubkou ostrosti.
Zdroje světla mohou být různé. Historicky to byly klasické žárovky a podobné, u novějších zaměřovačů se často používá LED či laser. Existují ale i kolimátory využívající jako zdroj světla okolní osvětlení/slunce.

## Použití
Kolimátory jako zaměřovače se začaly používat už od počátku 20. století. Z počátku především jako zaměřovače těžkých zbraní, na vozidlech a v letadlech, tedy tam, kde bylo kritické rychlé zamíření, ale zároveň nebyl problém se zdrojem energie. Na lehkých ručních zbraních se až na výjimky nepoužívaly právě kvůli energetické závislosti. Situace se změnila až v sedmdesátých letech s příchodem LED diod, coby levného a energeticky nenáročného zdroje světla. Od té doby se začaly kolimátory rozšiřovat i na ruční zbraně.
V současnosti je možné tento typ zaměřovačů najít ve většině bojových letadel, kde zároveň slouží jako průhledové displeje (HUD), a na útočných puškách řady armád, kde se kolimátory často staly standardem. Někteří výrobci také kolimátory rovnou integrují do zbraní, příkladem takové zbraně může být například FN P90.

## Rozdělení

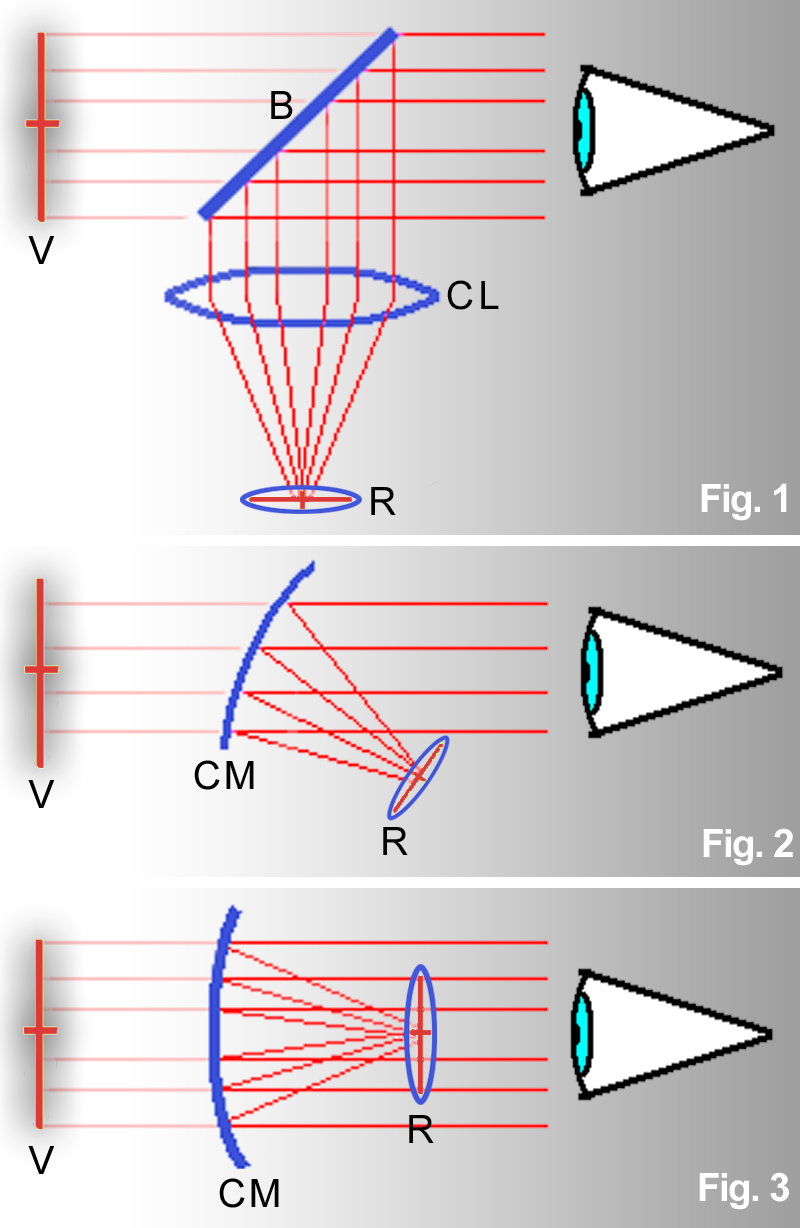
1 − Průhledový
2, 3 − Neprůhledový

### Průhledový
Průhledový kolimátor je nejčastějším typem a spoléhá se na odraz kolimovaného obrazce od reflexního sklíčka. V některých případech je reflexní sklíčko zakřivené a přímo nahrazuje kolimační čočku (tzn. obrazec se na sklíčku odráží i kolimuje), tím je možné konstrukci zaměřovače dále zjednodušit.
Výhodou průhledových kolimátorů je, že jen minimálně omezují zorné pole a střelec si zachovává přehled o svém okolí. Nevýhodou je, že malé množství světla může z kolimátoru proniknout ve směru střelby a tím střelce demaskovat. Proto tento typ zaměřovačů některé armády zakazují používat.
Problém průsvitu světla řeší holografické zaměřovače. Ty vycházejí z funkčního principu kolimátoru, ale používají jinou optickou soustavu a obrazec promítají jako hologram. Nevýhodou však je vyšší složitost a cena.

### Neprůhledový
Neprůhledový kolimátor je levnější variantou kolimátoru. Místo odrazného sklíčka a čočky se používá zakřivené zrcátko, čímž může být výrazně snížena cena. Vedlejším efektem je, že u nich nehrozí průsvit směrem dopředu a tím demaskování.
Neprůhledový kolimátor vyžaduje míření oběma očima, protože oko, do kterého se promítá obrazec, má kolimátorem blokován výhled na cíl. Při pohledu oběma očima však obraz z obou očí splývá a bod se zdánlivě promítá na cíl viděný druhým okem.
Nevýhodou tohoto typu je, že střelec ztrácí část zorného pole a přehledu nad situací. Tím, že se na cíl dívá pouze jedno oko, také může být problém při horších světelných podmínkách. Dále pak může být míření obtížnější či zcela nemožné pro střelce s nějakou formou zrakového postižení (typicky tupozrakost). Kvůli těmto problémům a protože masová výroba snížila rozdíl mezi průhledovými a neprůhledovými kolimátory na minimum se od užívání neprůhledových kolimátorů silně ustupuje.

### Další rozdělení
Dále se kolimátory mohou dělit například podle toho zda jsou uzavřené (tubusové, podobné klasickým puškohledům) nebo otevřené (klasické kolimátory), např. český kolimátor OKO. Nebo například podle způsobu promítání obrazce na klasické a holografické, např. zaměřovače EOTech.